# Северный регион (Камерун)
Северный регион (англ. North Region, фр. Région du Nord) (до 2008 года — Северная провинция) — регион в северной части Камеруна. Граничит с Крайнесеверным регионом (на севере), регионом Адамава (на юге), Нигерией (на западе), Чадом (на востоке) и ЦАР (на юго-востоке). Административный центр — город Гаруа.

## Флора и фауна
Большая часть региона покрыта лесистыми саваннами, на севере растительность более чахлая, травянистый покров более редкий, деревья более изолированные. Наиболее распространенные виды — акация, баобаб, некоторые виды пальм. Среди животных наиболее многочисленны бегемоты, шакалы, некоторые виды обезьян, различные виды рептилий. К юго-востоку от Гаруа расположен национальный парк Бенуэ.

## Население

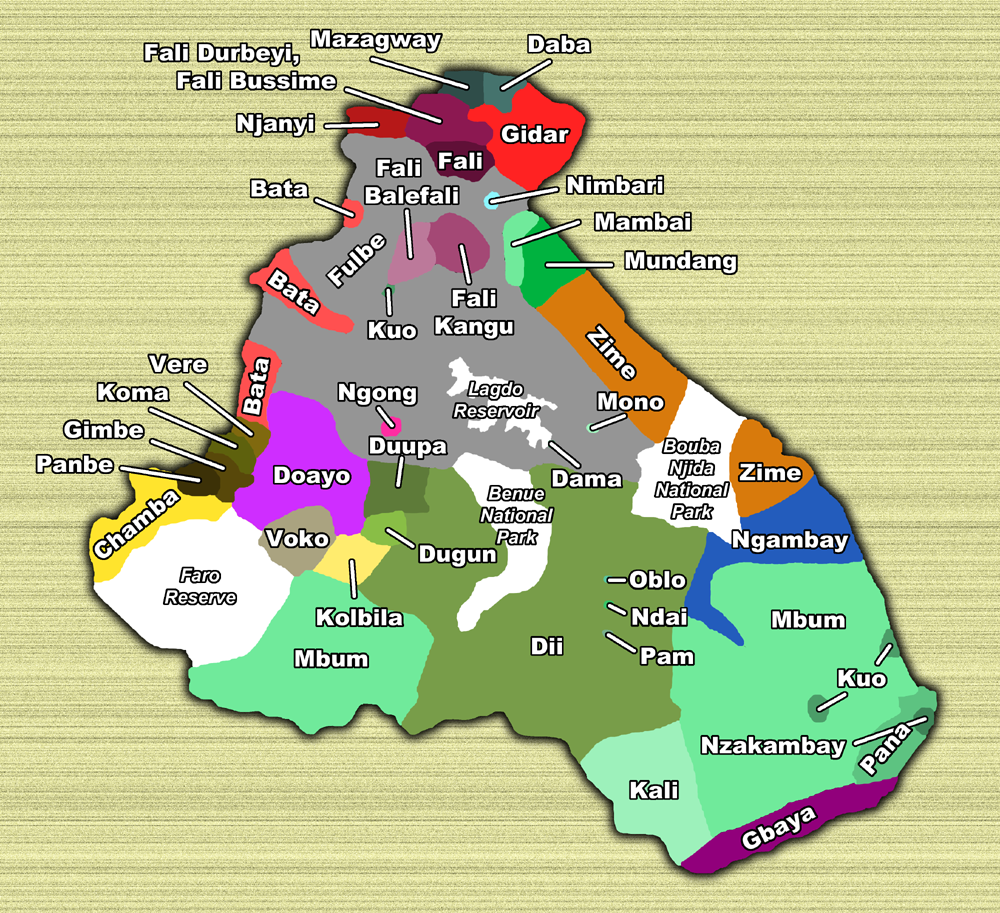
Географическое распределение этнических групп в Северном регионе.

Главная этническая группа — кочевники-мусульмане фульбе, также проживают множество народов, говорящих на адамавских, чадских и нило-сахарских языках. Языком межэтнического общения является фула, язык образования — французский.

## Административное деление
Регион делится на 4 департамента:
| Карта | Карта     | Название департамента | Оригинальное название (фр. ) | Площадь (км2)        | Адм. центр     |
| ----- | --------- | --------------------- | ---------------------------- | -------------------- | -------------- |
|       | __        | Бенуэ                 | Bénoué                       | 13 614               | Гаруа (Garoua) |
| __    | Фаро      | Faro                  | 11 785                       | Поли (Poli)          |                |
| __    | Майо-Лути | Mayo-Louti            | 4 162                        | Гюидер (Guider)      |                |
| __    | Майо-Рей  | Mayo-Rey              | 36 529                       | Тшоллире (Tcholliré) |                |
|       | Всего     |                       | 66 090                       |                      |                |